# Human Powered Health (vrouwenwielerploeg)/2022
Deze pagina geeft een overzicht van de vrouwenwielerploeg Human Powered Health Women in 2022.

## Algemeen
Teammanager: Jacob Erker
Ploegleiders: Joanne Kiesanowski, Andrew Bajadali, Jonas Carney
Fietsmerk:

## Renners

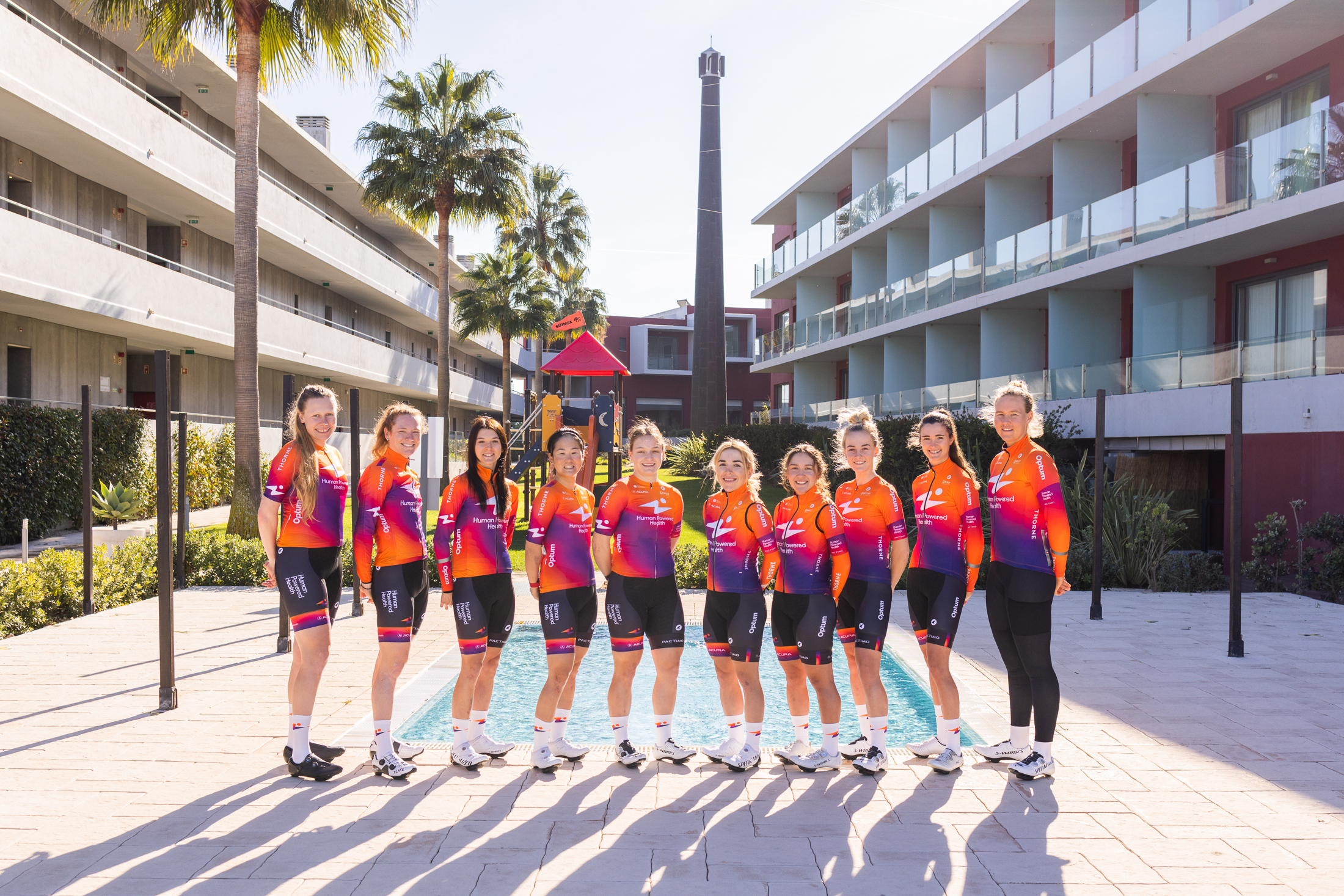
De ploeg in 2022.

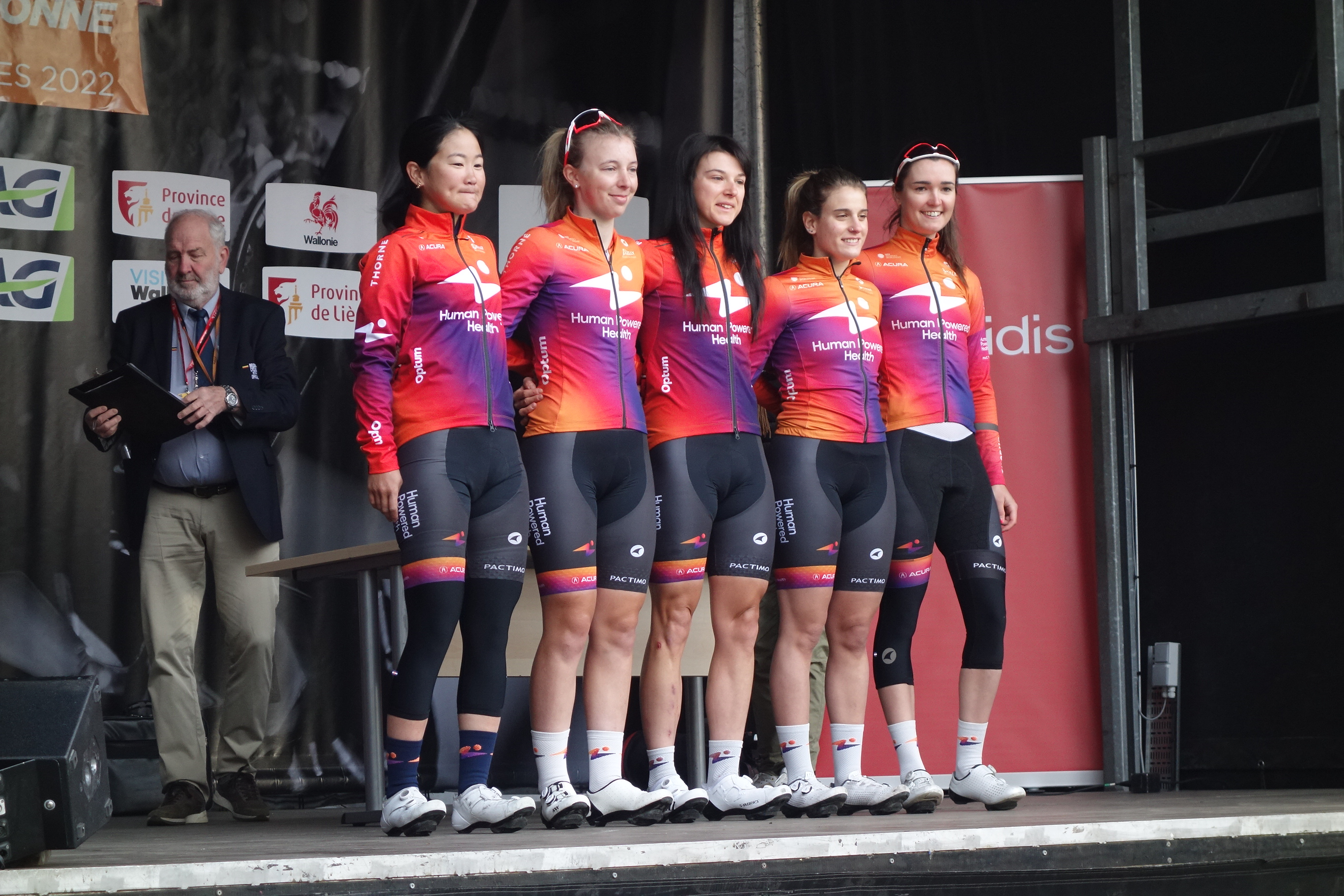
De ploeg in de Waalse Pijl 2022.

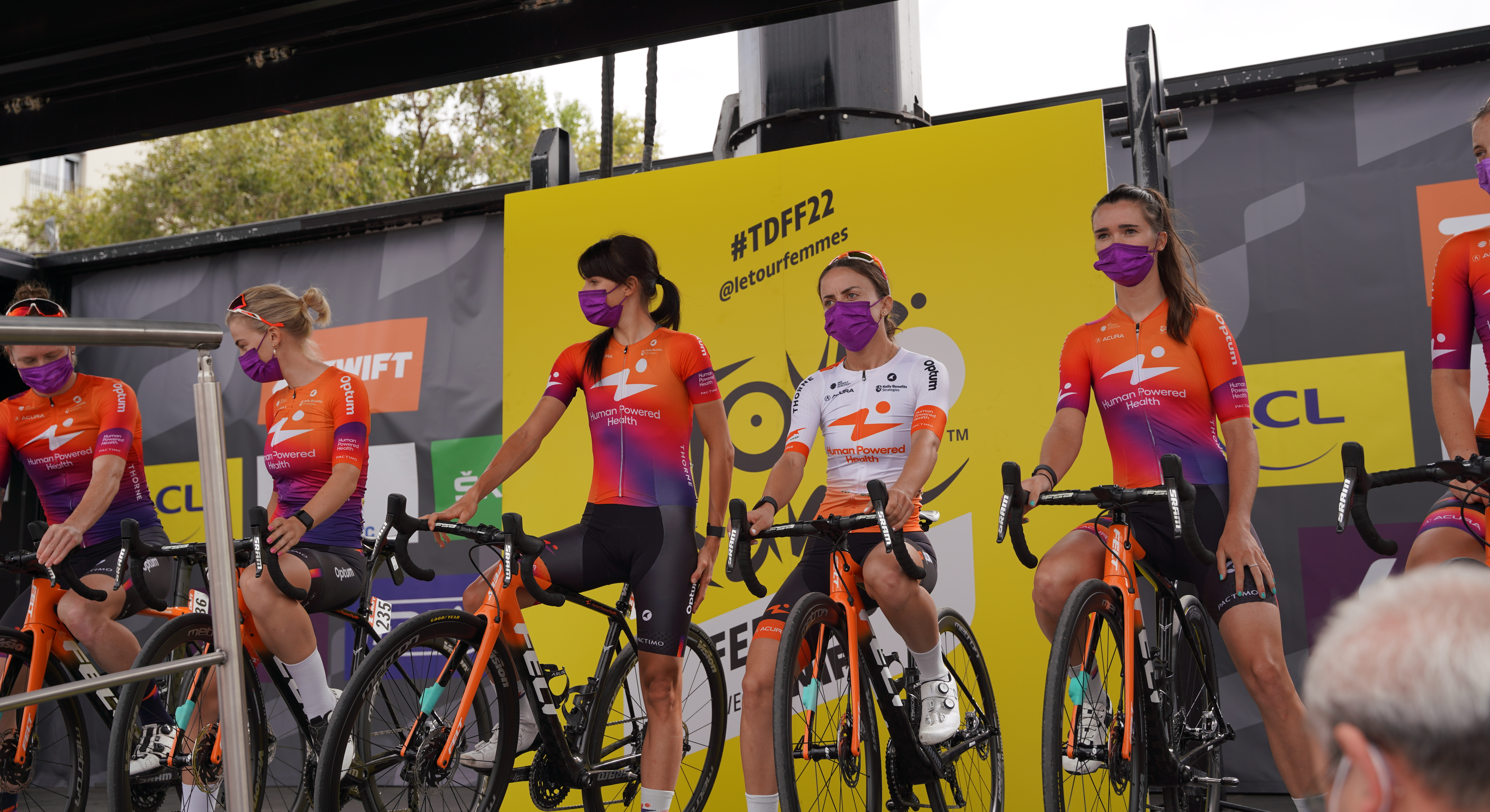
De ploeg in de Tour de France Femmes.

| Naam                | Geboortedatum | Nationaliteit    | Ploeg 2021              |
| ------------------- | ------------- | ---------------- | ----------------------- |
| Nina Buysman        | 16-11-1997    | Nederland        | Parkhotel Valkenburg    |
| Henrietta Christie  | 23-01-2002    | Nieuw-Zeeland    | BePink                  |
| Ántri Christofórou* | 02-04-1992    | Cyprus           | Team Farto-BTC          |
| Katie Clouse        | 04-08-2001    | Verenigde Staten |                         |
| Mieke Kröger        | 18-07-1993    | Duitsland        | Coop-Hitec Products     |
| Evy Kuijpers        | 15-02-1995    | Nederland        | Liv Racing              |
| Makayla MacPherson  | 17-09-2003    | Verenigde Staten | -                       |
| Barbara Malcotti    | 19-02-2000    | Italië           | Valcar-Travel & Service |
| Marit Raaijmakers   | 02-06-1999    | Nederland        | Parkhotel Valkenburg    |
| Olivia Ray**        | 04-07-1998    | Nieuw-Zeeland    |                         |
| Kaia Schmid         | 07-01-2003    | Verenigde Staten | -                       |
| Lily Williams       | 24-06-1994    | Verenigde Staten |                         |
| Eri Yonamine        | 25-04-1991    | Japan            | Team TIBCO-SVB          |

* vanaf 19/06
** tot 07/03

### Vertrokken
| Naam                    | Geboortedatum | Nationaliteit    | Ploeg 2022                      |
| ----------------------- | ------------- | ---------------- | ------------------------------- |
| Madeline Bemis          | 20-10-1998    | Verenigde Staten | ?                               |
| Holly Breck             | 27-05-1992    | Verenigde Staten | Torelli-Cayman Islands-Scimitar |
| Kristabel Doebel-Hickok | 28-04-1989    | Verenigde Staten | EF Education-TIBCO-SVB          |
| Heidi Franz             | 14-01-1995    | Verenigde Staten | InstaFund Racing                |
| Leigh Ann Ganzar        | 08-09-1989    | Verenigde Staten | Gestopt                         |
| Clara Koppenburg        | 03-08-1995    | Duitsland        | Cofidis Women Team              |
| Sara Poidevin           | 07-05-1996    | Canada           | EF Education-TIBCO-SVB          |
| Emma White              | 23-08-1997    | Verenigde Staten | Gestopt                         |

## Overwinningen
| Kampioenschappen Nieuw-Zeeland - wegwedstrijd: Olivia Ray Cyprus - tijdrit: Ántri Christofórou |

BikeExchange Jayco · Canyon-SRAM · DSM · EF Education-TIBCO-SVB · FDJ Nouvelle-Aquitaine Futuroscope · Human Powered Health · Jumbo-Visma · Liv Racing Xstra  · Movistar · Roland Cogeas Edelweiss Squad · SD Worx · Trek-Segafredo · UAE Team ADQ · Uno-X
Mannen: 2020 ·2021 · 2022 · 2023
Vrouwen: 2020 · 2021 · 2022 · 2023 · 2024 · 2025